# Петшикув (Каліський повіт)
Петшикув (пол. Pietrzyków) — село в Польщі, у гміні Козьмінек Каліського повіту Великопольського воєводства.
Населення — 330 осіб (2011).
У 1975-1998 роках село належало до Каліського воєводства.

## Демографія
Демографічна структура станом на 31 березня 2011 року:
|          | Загалом | Допрацездатний вік | Працездатний вік | Постпрацездатний вік |
| -------- | ------- | ------------------ | ---------------- | -------------------- |
| Чоловіки | 164     | 36                 | 112              | 16                   |
| Жінки    | 166     | 37                 | 96               | 33                   |
| Разом    | 330     | 73                 | 208              | 49                   |